# بی‌گناه فرضی
فرض بر بی‌گناهی (به انگلیسی: Presumed Innocent) یک مینی‌سریال آمریکایی درام حقوقی با بازی جیک جیلنهال است که بر اساس رمانی به همین نام با نویسندگی اسکات تارو ساخته شده است.
کارگردان این مینی‌سریال دیوید ای کلی است و در ۱۲ ژوئن ۲۰۲۴ در اپل تی‌وی پلاس نمایش داده شد.

## داستان
یکی از کارکنان دفتر دادستانی شیکاگو که مظنون به قتل یکی از همکارانش شده است.

## پخش
بی‌گناه فرضی نخستین نمایش جهانی خود را در جشنواره فیلم ترایبکا در ۹ ژوئن ۲۰۲۴ داشت و در ۱۲ ژوئن ۲۰۲۴ در اپل تی‌وی پلاس پخش شد.

## نمرات منتقدین
بی‌گناه فرضی در وبگاه نقد و بررسی راتن تومیتوز بر اساس نظر ۶۶ منتقد، امتیاز ۷۶٪ با میانگین نمرهٔ ۷/۱۰ را کسب کرده است. اجماع منتقدان این وبگاه می‌گوید: «بی‌گناه فرضی که با گروه بازیگران قابل توجهی سرزنده شده است، مرتکب گناهی نیست که فیلم اصلی را به نمایش بگذارد، اما خودش را به خوبی به عنوان یک درام دادگاهی سرگرم‌کننده تبرئه می‌کند.» این مجموعه در متاکریتیک، که از میانگین وزنی استفاده می‌کند، بر اساس نظر ۳۲ منتقد امتیاز ۶۵ از ۱۰۰ را کسب کرده که نشان‌گر «نقدهای عموماً مطلوب» است.